# Faculté d'ingénierie de l'université Ain Shams
La Faculté d'ingénierie (arabe : كلية الهندسة, جامعة عين شمس), fondée en 1839, est la plus ancienne faculté de l'université Ain Shams, et l'une des premières écoles d'ingénierie de l'Égypte moderne.
Elle est située au Caire sur la place Abdu Basha, rue El Sarayat, à 15 minutes à pied du campus principal de l'université de la place Abassiya. Le campus comprend aujourd'hui[Quand ?] l'école d'ingénierie et un petit stade.

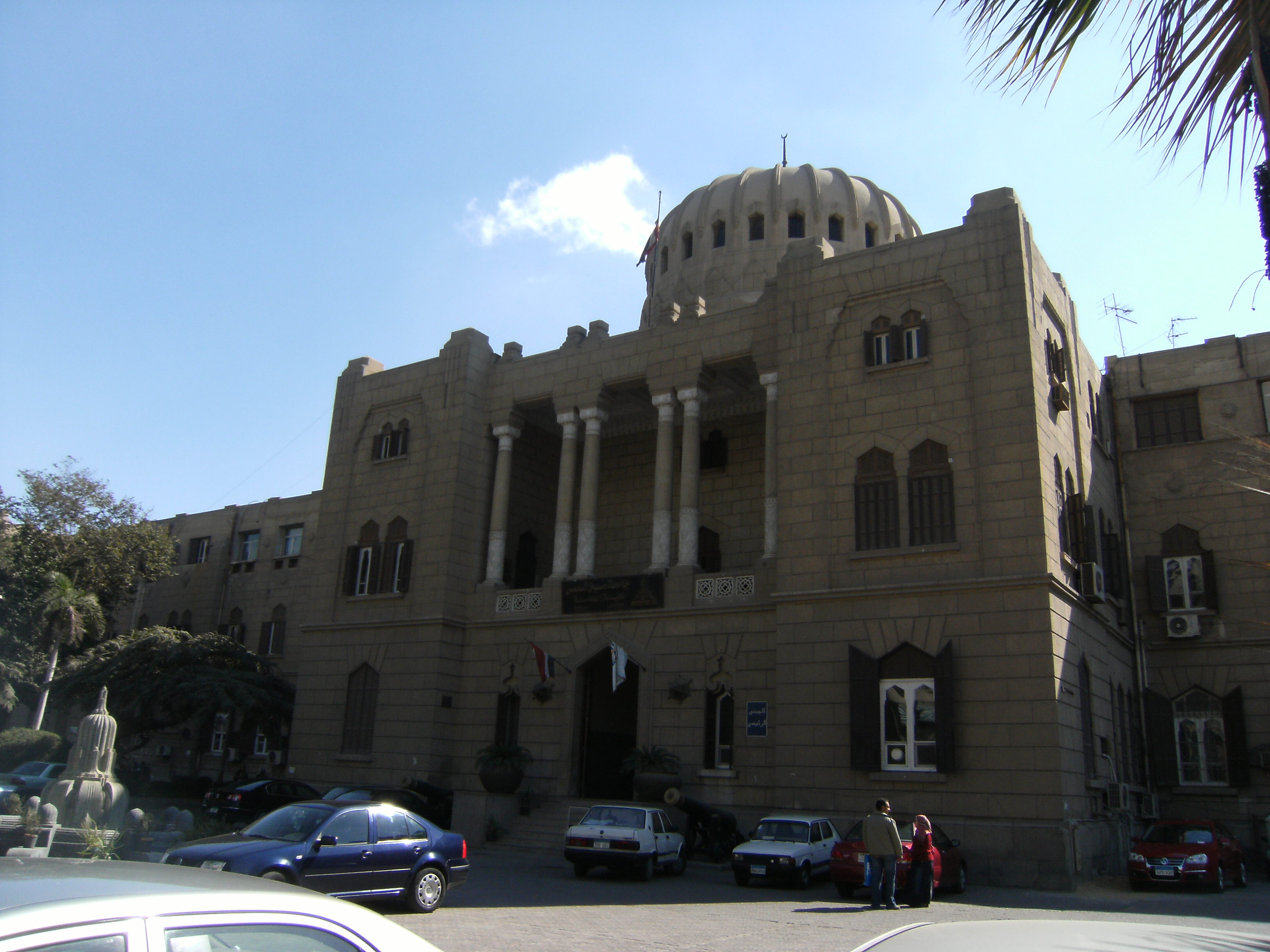
Le bâtiment principal de la Faculté

## Départements actuels
Les « départements » sont au nombre de quatre.
Comme toutes les écoles d'ingénieurs en Égypte, le cycle d'études est de cinq ans. L'élève commence par une année de préparation puis entre dans l'un des quatre principaux départements proposés, en fonction des résultats obtenus durant cette année préparatoire. Chaque département comprend des spécialisations ; à la fin des cinq années d'études, l'étudiant est spécialisé dans l'un des douze départements.

### Génie civil
- Ingénierie de structures
- Irrigation et hydraulique
- Travaux publics

### Génie architectural
- Architecture
- Planification urbaine

### Génie électrique
- L'énergie électrique et de machines
- Ingénierie électronique et des communications électriques
- Génie informatique et systèmes

### Génie mécanique
- Ingénierie de conception et production
- Puissance mécanique
- Ingénierie de l'automobile
- Mécatronique

## Anciens élèves célèbres
1973 : Hany Azer, ingénieur en construction en chef de la gare centrale de Berlin, Berlin Hauptbahnhof.